# Anthia venator
Anthia venator  (лат.) — вид жуков из семейства жужелицы.
Обитают в Северной Африке (Алжир, Египет, Ливия, Марокко, Сирия и Тунис). Предпочитают песчаную среду обитания.
Могут достигать длины в 40—47 мм. Это крупнейшие жужелицы Северной Африки. Дневное время проводят, спрятавшись в норах у корней кустов. Обычно охотятся на различных насекомых на закате.